# Appuntamento a Trieste
Appuntamento a Trieste è una miniserie televisiva del 1989 diretta da Bruno Mattei dal romanzo di Giorgio Scerbanenco (1953, Rizzoli).

## Produzione
In origine la serie avrebbe dovuto essere diretta da un altro regista: chiamato in seconda battuta, il regista Bruno Mattei accettò l'incarico, ma volle cambiare la sceneggiatura, dando più risalto alla storia d'amore tra i due protagonisti, che veniva appena accennata nella versione sceneggiata da Maestranzi e Battistrada, con precisazioni e cambiamenti nella ricostruzione storica. Per riscrivere le sceneggiature delle tre puntate, Mattei chiamò Claudio Fragasso e Rossella Drudi dopo l'approvazione della produzione esecutiva. la Tiber di Alfio Sugaroni.